# Wasserschloss Günthersleben
Die Anlage des ehemaligen Wasserschlosses in Günthersleben ist neben der Kirche St. Petri die interessanteste Sehenswürdigkeit des Ortsteils im thüringischen Landkreis Gotha. Das Schloss war bis 1945 der Sitz der Herren des Ortes. Das intakte Wasserschloss mit Wirtschaftsgebäuden wurde von 1947 bis Anfang der 1950er Jahre abgerissen. Das Gelände hat man später als ein kleines Naherholungsgebiet mit einem Informationspavillon und einem kleinen Heimatmuseum des Geoparks Inselsberg – Drei Gleichen gestaltet.

## Geschichte
- 1143 wurde die Wasserburg unter der Familie von Hartmann und Ortwin von Günthersleben  (Vögte des damaligen Dorfes) errichtet.
- 1349 wurde der Vogt auf der Mühlburg, Heinrich Gutenhuser, Besitzer des Schlosses.
- Ab 1409 waren die Herren von Stotternheim (früher Stutternheim) Vögte der Burg.
- 1478 belehnte Graf Siegmund von Gleichen die beiden Jürgen und Johann von Stotternheim mit der Burg.
- Von 1573 bis 1580 besaß Melchior von Wangenheim die Burg, die er dann an die Gräfin Walburgis von Gleichen verkaufte.
- 1607 wechselte das Besitztum an den Ritter Friedrich von Volgstädt, dessen Nachkommen es am 9. Juni 1680 an den Kaiserlichen Reichshofrat und Kammerdirektor Freiherr Friedrich von Born verkauften.
- Ab 1691 wurde die Wasserburg unter Heinrich Bonhorst (1643–1711), der unter anderem auch die Güntherslebener Kirche St. Petri neu erbauen ließ, durch eine große Schlossanlage mit bastionsartig vorspringenden Ecken ersetzt, umgeben von einem breiten wassergefüllten Graben. Die Familie von Bonhorst mit ihren Erben besaßen das Schloss bis 1737.
- 1737: Johann August von Bonhorst übergab das Schloss an Johann Heinrich von Mecken, seinen Schwiegersohn.
- 1786: Der nächste Besitzer war Heinrich Bünau, dessen Frau aus der Familie derer von Mecken stammt. Der Preis betrug 63'000 Gulden.
- 1819 verkaufte Dorothea Friedericke von Bünau das Anwesen an Paul Ruge, Gutspächter in Großfahner.
- Bis 1837 lebte die Familie Ruge im Schloss, bis es die Tochter, Leopoldine Rentsch, an Johann Christian von Weiß (1779–1850) verkaufte. Dieser war Geheimer Finanzrat am Hofe, Herr zu Glücksbrunn und Besitzer von Textilfabriken. Er wurde 1836 in den Adelsstand erhoben und baute den Gutsbetrieb auf der Wasserburg aus, betrieb eine erfolgreiche Schafzucht und ließ die Wolle in seinen Spinnereien in Südthüringen verarbeiten. Ein Denkmal für J. C. von Weiß aus dem Jahre 1898 steht an der Ostecke der Anlage.
- 1850 übernahm sein gleichnamiger Sohn (1812–1901) den Besitz. Er war Geheimer Rat und Kammerherr am Meininger Hof und Herr zu Glücksbrunn.
- 1909 übergab seine Frau Caroline von Weiß, geb. von Starck (1821–1909). Das Schloss an Freiherr Ascan Heinrich Christian von Swaine (1867–1954), Großneffe des 1901 verstorbenen Herrn von Weiß und Besitzer von Schloss Obertheres in Unterfranken.
- 1918: Nach einer erbschaftlichen Gutsteilung zwischen ihren Geschwistern erhielt Freia Freiin von Swaine (1896–1981) das Schloss. Sie führte den Besitz zusammen mit ihrem Bruder Richard von Swaine bis zur entschädigungslosen Enteignung 1945.
- Im Zweiten Weltkrieg dienten die Gebäude 1944/45 als Sicherheitsdepot für wertvolle Kunstgegenstände des luftkriegsgefährdeten Gothaer Schlosses Friedenstein, besonders des Heimatmuseums Gotha.
- Schlossinventar und Museumsgut wurden 1945 geplündert[1]
- Der Enteignung durch eine Bodenreform 1945 folgte der zunächst illegale, dann durch den SMAD-Befehl Nr. 209 gestützte komplette Abriss der intakten Gebäude des Schlosses und der Wirtschaftsgebäude 1947 bis 1954 und der Übergang in Volkseigentum der DDR.
- Von 1974 bis 1976 wurde an der Stelle des Schlosses auf der Insel ein Naherholungsgebiet aufgebaut.
- 2000 wurde die Gemeinde Günthersleben-Wechmar Eigentümerin der Anlage.
- Heute erinnern im neuen Ausstellungspavillon einige Gemälde und Zeittafeln an die Geschichte des Schlosses.

Derzeit (2010) steht die Entwicklung des Geländes des in den Nachkriegsjahren abgerissenen Günthersleber Wasserschlosses im Mittelpunkt des Ortsgeschehens. Auf der denkmalgeschützten Anlage, die in Thüringen einmalig ist, wurde durch die Gemeinde mit ihren Bürgern das Informationszentrum für Regionalgeschichte und Geologie errichtet. Hier wird in einer Ausstellung ein Einblick in die Regionalgeschichte, die Geologie, die Flora und Fauna sowie die landschaftlichen Besonderheiten des Burgenlandes „Drei Gleichen“ innerhalb des GeoParks Inselsberg – Drei Gleichen vermittelt.
Von der Schlossanlage sind nur noch die inzwischen restaurierten Grundmauern, der Wassergraben und die beiden Brücken erhalten. Die bestehen gebliebene  Schlossbrücke von 1692 wurde saniert. Zum Zweck des Abtransports des Bauschutts wurde im nordwestlichen Bereich des Wassergrabens ein von LKWs befahrbarer Wall im Wassergraben aufgeschüttet.

## Beschreibung des Schlosses

### Ausmaße
Der äußere Rand des Wassergrabens (19) hat die Maße 200 × 150 m. Der südöstliche Teil des Wassergrabens hat eine Breite von etwa 50 m, während der nordwestliche Graben nur etwa 25 m breit ist. Der nordöstliche und südwestliche Wassergraben haben beide die gleiche Breite von etwa 25 m. Die Schlossinsel steht also nicht mittig im Wasser, sondern ein paar Meter nach Nordwesten versetzt. Die Schlossinsel beschreibt ein gleichmäßiges Rechteck von etwa 140 × 75 m.

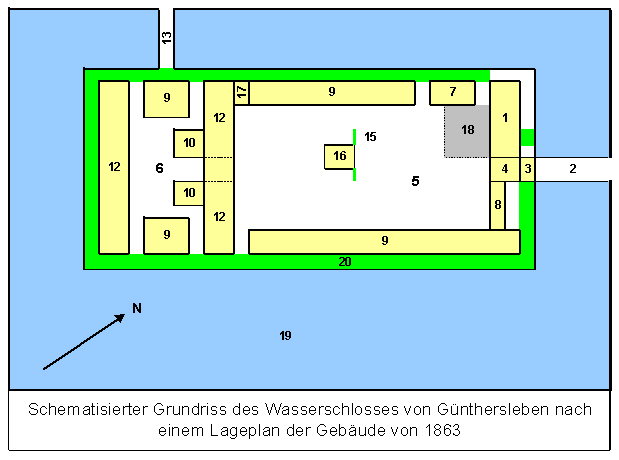

### Geländeaufteilung
Die Hauptzufahrt zur Schlossinsel erfolgte über die nordöstliche Brücke mit Zugbrücke unmittelbar am Eingangstor (2). Der Besucher traf dabei auf die Schmalseite des rechteckig angelegten Schlossgeländes. Durch das Haupttor (3) und die anschließende Tordurchfahrt (4) gelangte man in den inneren Vorderen Hof (5). Der Vordere Hof war wahrscheinlich ehemals das einzige, was auf der Insel stand, bis dann später noch Viehställe (10) und der südwestlich abschließende Speicher (12) hinzu kamen. Charakteristisch für die Anlage ist die ökonomische Ausrichtung der Gebäude. Der Vordere Hof bildet mit seiner klaren Gliederung der Betriebsgebäude einen gefassten Platz, der wirtschaftlich und funktionsfähig ist und eine attraktive Gestaltung für einen landwirtschaftlichen Gutshof aufweist.
Die architektonisch unpassende nordwestliche Brücke (13) über den Wassergraben zu den Weiden wurde erst gebaut, als die Viehställe errichtet waren.
Zugmaschinen und Fuhrwagen wurden in der Wagenremise (8) untergebracht, die sich gleich hinter der Tordurchfahrt auf der linken Seite befand.
Das Rindvieh stand im dreigeschossigen Rinderstall (9) auf der Südseite des Geländes. Diese Gebäude nahmen etwa zwei Drittel der Grundstückslänge ein. Die oberen Stockwerke dienten als Futterlager. Die Rinderboxen waren in Längsrichtung zum Stall angeordnet. Durch einen Verbindungsgang in der Mitte und acht Zugänge waren sie zugänglich. Schweine- und Pferdestall (10) waren nordwestlich der Rinderställe im Hinteren Hof (6). Hier befanden sich auch weitere Viehställe für Schafen, Ziegen und andere Kleintiere mit Futterlagern in den Obergeschossen. Vom Hinteren Hof führte die nordwestliche Brücke direkt zu den Weiden, Wiesen und Koppeln, über die alle Tiere zur Weide gehen mussten.
Dreistöckige Scheunen und Speichergebäude (12) bildeten den südwestlichen Abschluss des Vorderen Hofes und trennten diesen vom Hinteren Hof. Es gab eine Durchfahrt, hoch und breit genug für Erntefahrzeuge. Hier im Erdgeschoss war ein kleiner Bereich für die Fohlenaufzucht reserviert. Weitere Gebäude dieser Art bildeten auch den Abschluss des Hinteren Hofes nach Südwesten und somit der Insel. Die Nordwestecke des Vorderen Hofes nahm eine Reparaturwerkstatt (17) ein. In der Mitte des Vorderen Hofes war eine Mist- und Jauchegrube (16); eine Sichtschutzmauer (15) gleich daneben verhinderte den direkten Blick aus dem Herren- und Inspektorenhaus auf diese Grube. In der Nordostecke der Schlossinsel befand sich das Haupthaus der Gutsherren (1), das Inspektorenhaus (7) war ihm in südwestlicher Richtung benachbart.
Der Inspektor leitete alle Angelegenheiten auf dem Hof. Seine Stellung zum Gutsherren wird auch durch die Nähe seines Wohngebäudes zum Herrenhaus dokumentiert. Er war der einzige Angestellte, der (mit seiner Familie) auf der Insel wohnte. Die übrigen Angestellten und Arbeiter wohnten in der Nähe des Schlosses, überwiegend in der Gothaer Straße. Die beiden Gebäude waren durch eine etwa 90 cm hohe „Terrasse“ (18) verbunden, auf der man stets trockenen Fußes und ohne zu stolpern das andere Haus erreichen konnte. Die Böden der Höfe waren nur festgestampft und weichten bei längerem schlechtem Wetter auf, so dass die Überquerung der Höfe beschwerlich wurde.
Die Schlossinsel war umgeben von Bäumen und Sträuchern, die zum Teil heute noch stehen.

## Galerie

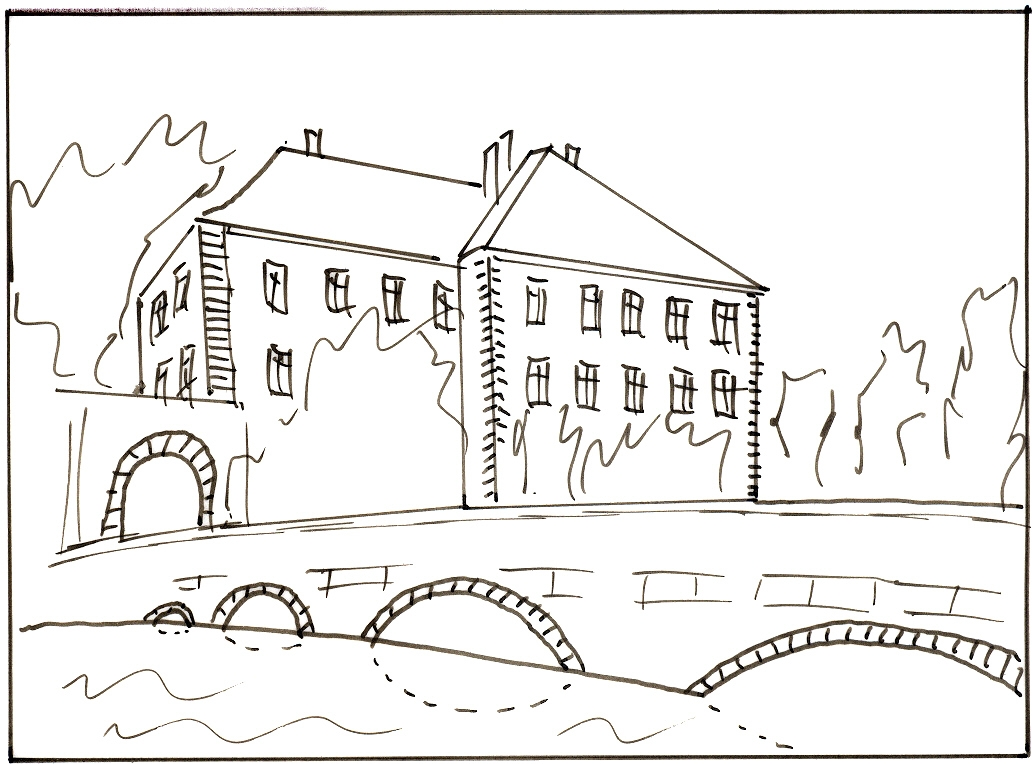
Wasserschloss Günthersleben um 1930
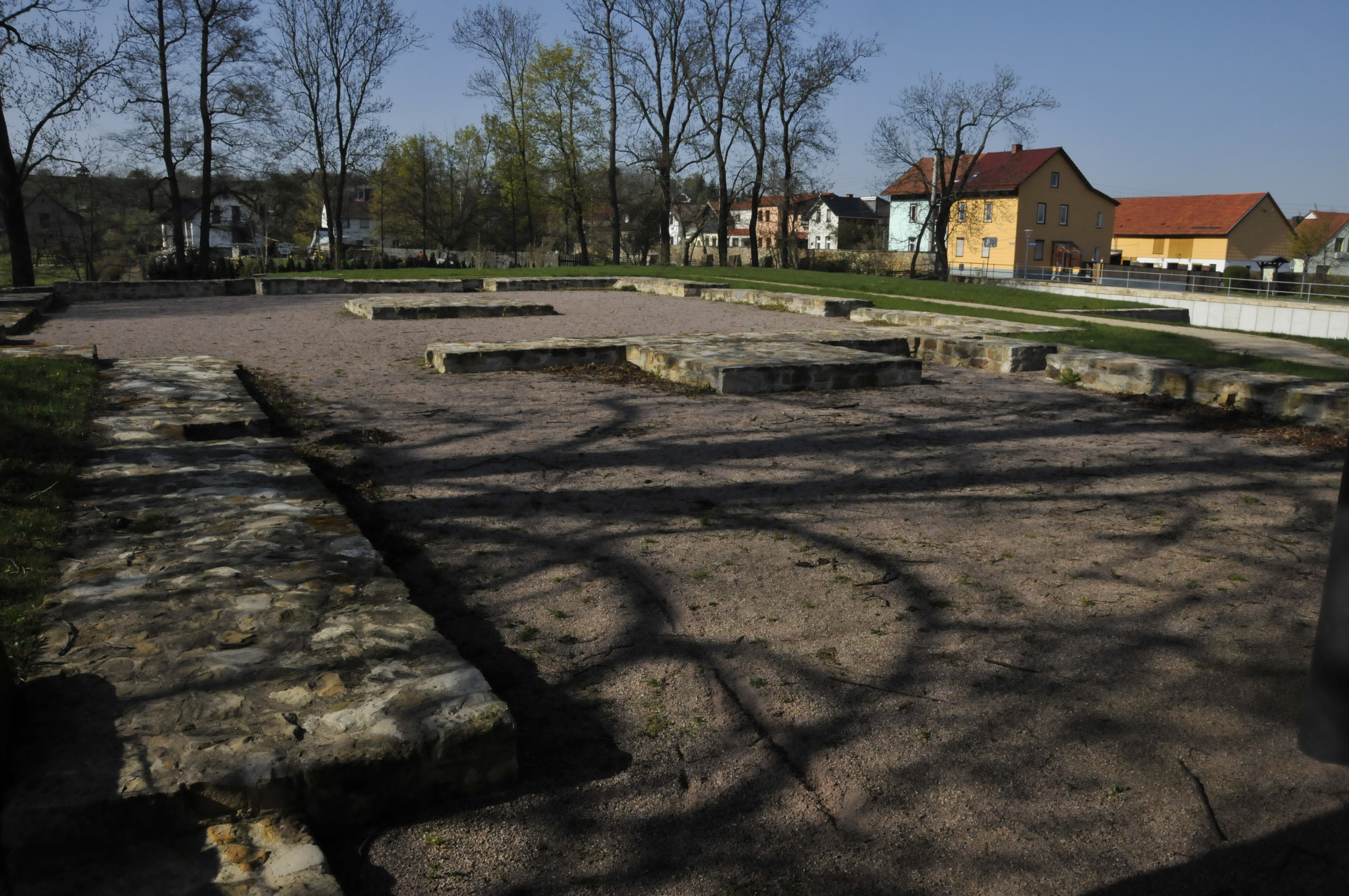
Die Grundmauern des Schlosses (Blick nach Nordosten)
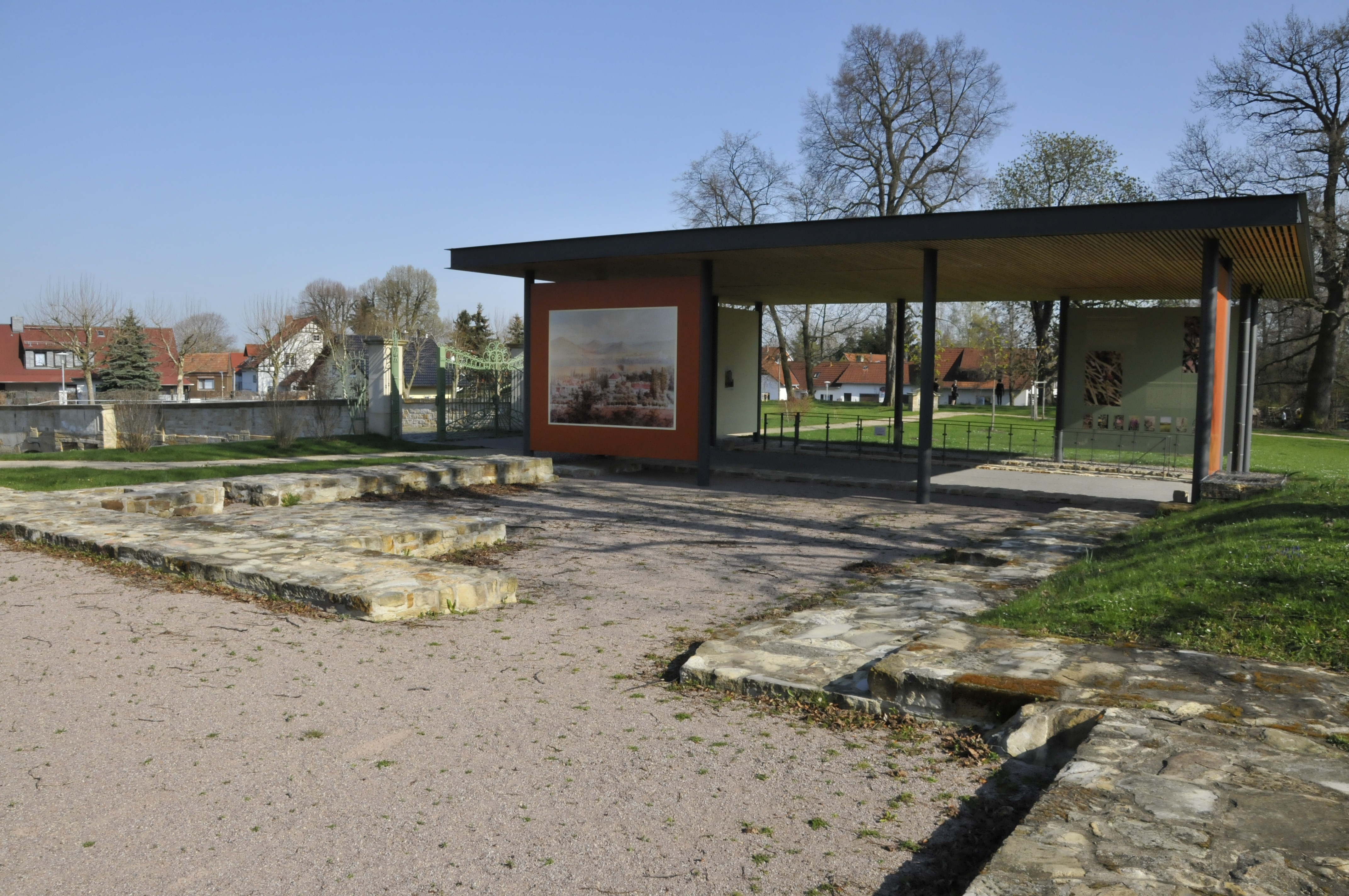
Informationspavillon am Haupteingang
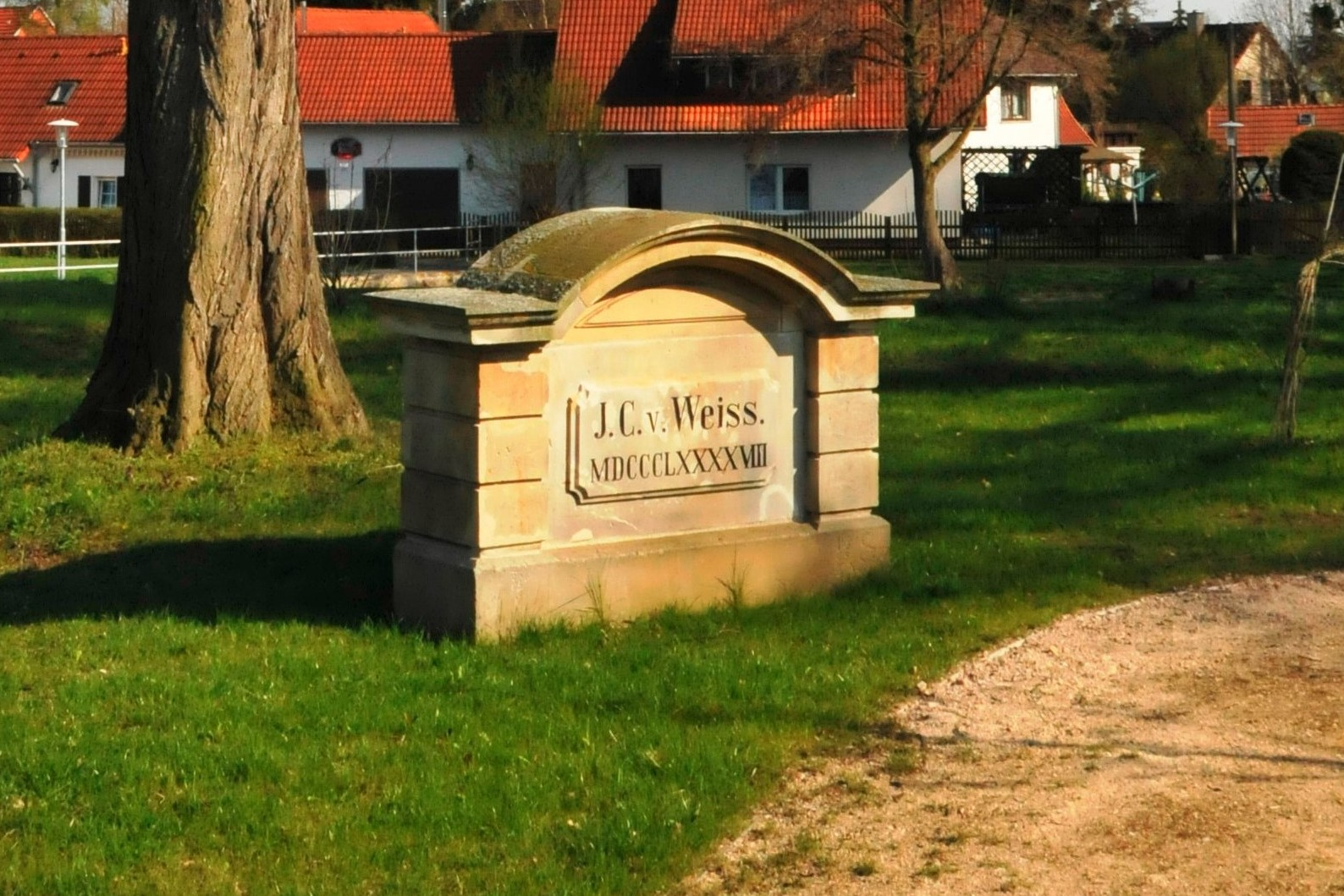
Gedenkstein für J. C. von Weiss
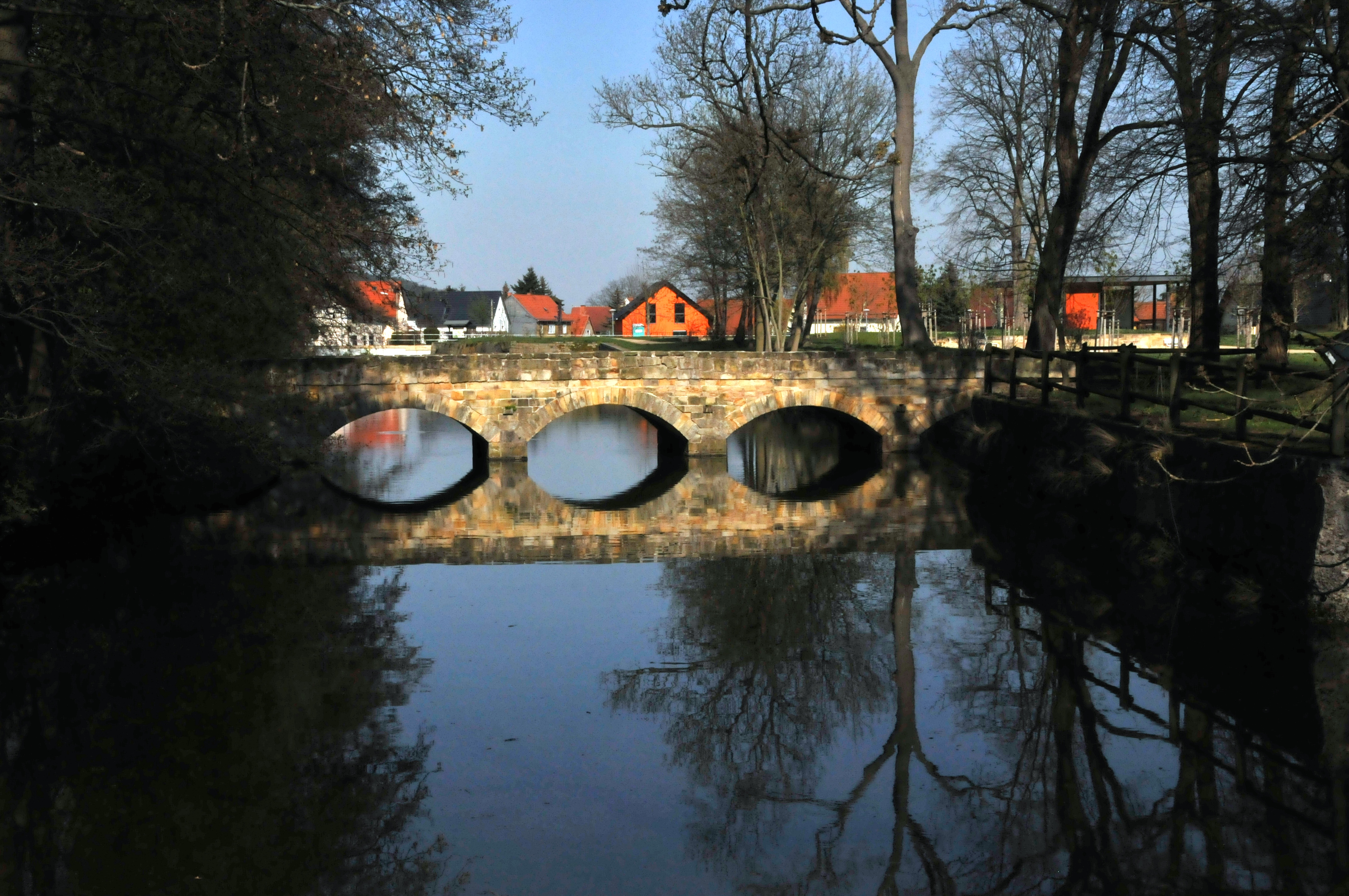
Nordwestliche Brücke über den Wassergraben, die zu den Viehweiden führte
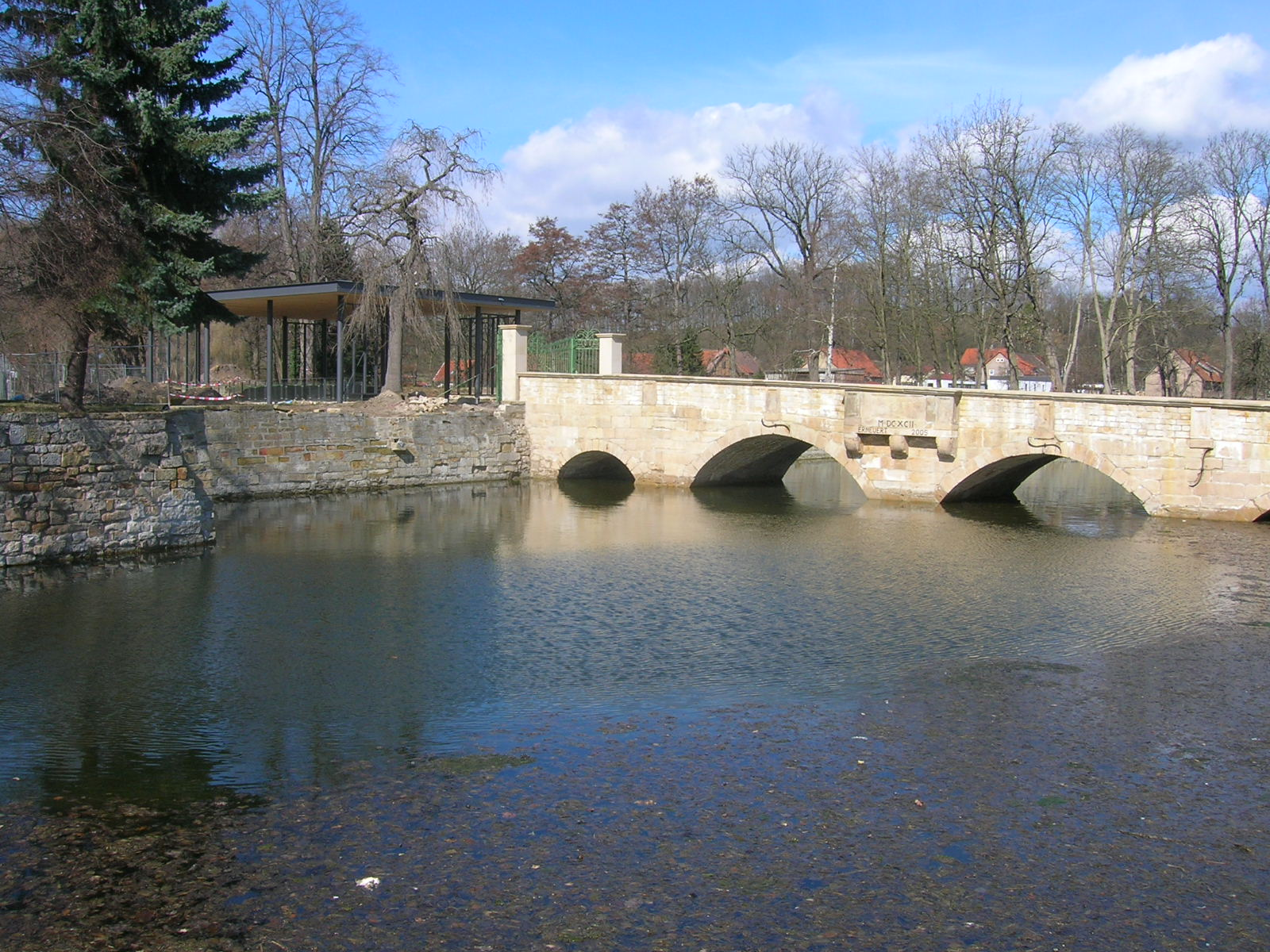
Hauptbrücke und neu gestalteter Eingangsbereich zur Wasserschloss-Insel